# Connor Trinneer
Connor Trinneer (Walla Walla, 19 de março de 1969) é um ator americano.

## Biografia
Trinneer nasceu em 19 de março de 1969 em Walla Walla, Washington, mas passou muitos anos em Kelso,no mesmo estado, onde frequentou escolas elementares e secundárias e, em seguida, Kelso High School, em Washington. Ele freqüentou a Pacific Lutheran University em Tacoma. Enquanto na PLU, ele jogou futebol universitário. Graduou-se com um diploma de bacharel em Belas Artes, e passou a obter um grau de Master of Fine Arts da University of Missouri-Kansas City.
Trinneer chamou a atenção pela primeira vez em "Arcadia" na Huntington Theatre Company em Boston. Grande parte de seu trabalho até o momento foi no teatro, especificamente uma longa associação com a Circle X Theatre Company em Hollywood.
Ele teve vários papéis na televisão, incluindo “One Life to Live”, “Sliders” e “Touched by an Angel”. Ele também teve um papel significativo na adaptação de TV de A.R. Gurney  Extremo Oriente , interpretando o conflituoso oficial gay Bob Munger.
Em 2001, Trinneer fez o teste para Star Trek: Enterprise. Na época, ele não seguiu a ficção científica e desconhecia o significado da franquia. Ele disse que ganhou o papel de  Tucker por pura sorte, já que ele previu que mais de cem atores iriam fazer o teste para o papel. Trinneer não sabia o que esperar da parte. Durante a audição, ele tinha apenas sete páginas de um roteiro no qual basear seu desempenho, e foi informado apenas que o personagem era originário do sul dos Estados Unidos.

## Filmografia

### Filmes
| Year | Title             | Role                    | Notes              |
| ---- | ----------------- | ----------------------- | ------------------ |
| 2001 | 61*               | Escritor #2             | Filme de televisão |
| 2009 | Star Runners      | Tycho 'Ty' Johns        | Filme de televisão |
| 2015 | Prey for Death    | Camareiro               |                    |
| 2017 | Unbelievable!!!!! | Capitão Jack Youngblood |                    |
| 2017 | American Made     | George W. Bush          |                    |
| 2022 | The Fabelmans     | Phil Newhart            |                    |

### Televisão
| Ano       | Título                                                | Papel                         | Detalhes                        |
| --------- | ----------------------------------------------------- | ----------------------------- | ------------------------------- |
| 2001-2005 | Star Trek: Enterprise                                 | Comandante Charles Tucker III |                                 |
| 2006      | Stargate Atlantis                                     | Michael                       | Recorrente                      |
| 2009      | O Exterminador do Futuro: As Crônicas de Sarah Connor | Xerife Alvan McKinley         | Episódio The Good Wound         |
| 2009      | 24 Horas                                              | Carl Gadsen                   | Episódio Day 7: 10:00pm-11:00pm |
| 2010      | O Mentalista                                          | Delegado Bob Woolgar          | Episódio Red Moon               |
| 2011      | Pretty Little Liars                                   | Nick McMullers                | Episódio: "The New Normal"      |
| 2011      | NCIS: Los Angeles                                     | NCIS Agent Boyle              | Episódio: "Empty Quiver"        |
| 2012      | Suits                                                 | Preston Reed                  | Episódio: "Asterisk"            |
| 2015      | American Odyssey                                      | Michael Banks                 | 3 episódios                     |
| 2017      | Riley Parra                                           | Samael                        | Web série                       |
| 2018      | Stargate Origins                                      | Professor Paul Langford       | Web série                       |
| 2018      | Guilty Party                                          | Professor Michael Moynihan    | Web série                       |
| 2018–2021 | 9-1-1                                                 | Jessie                        | 4 episódios                     |
| 2019      | The Purge                                             | Curtis                        | 3 episódio, temporada 2         |
| 2020      | The Resident                                          | Mark Lawson                   | Episódio: "Reverse Cinderella"  |